# Кармилов, Валентин Михайлович
Валенти́н Миха́йлович Карми́лов (4 ноября 1918, Харбин, Хэйлунцзян — 2 сентября 1997, Фэрфилд) — протодиакон Русской православной церкви заграницей, клирик Николаевского храма в Фэрфилде.

## Биография
Родился 4 ноября 1918 в Харбине в семье русского ветеринарного врача. 
В 1936 году окончил Русскую гимназию в Харбине, после чего поступил в колледж Христианского союза молодых людей (YMCA) в Харбине, который окончил в 1939 году (7-й выпуск). 
С 1941 по 1944 годы учился в Богословской школе в Харбине. 4 мая 1944 года женился на Анне Тимофеевне Клоповой, дочери протоиерея Тимофея Клопова.
9 июля 1944 года епископом Ювеналием (Килиным) был рукоположен в сан диакона и до 1945 года служил в Николаевской церкви в Старом Харбине.
С 1945 по 1948 год служил в Спасо-Преображенской церкви в Корпусном Городке.
С 1948 по 1950 год служил в Иоанно-Предтеченской церкви в районе Московских Казарм.
С 1950 по 1957 год служил в Иверском храме на Пристани.
3 декабря 1957 году переехал в Австралию, в город Сидней, став клириком Австралийско-Новозеландской епархии РПЦЗ. Служил в церкви св. Николая Чудотворца в городе Фэйрфилд (шт. Новый Южный Уэльс, Австралия). 27 ноября 1970 года был возведён в сан протодиакона. 30 октября 1980 года удостоен права ношения камилавки.
Скончался 2 сентября 1997 года, прослужив в церкви 53 года и будучи старейшим протодиаконом русского зарубежья. Похоронен на старом русском кладбище в Руквуде.